# Де-Фриз (полуостров)
Де-Фри́з — полуостров в южном Приморье в северной части Амурского залива. С запада омывается водами Амурского залива, с востока — водами Углового залива. Назван именем Джеймса Корнелиуса Де Фриза, предпринимателя, уроженца Нидерландов, прожившего во Владивостоке более 15 лет.
На полуострове находится посёлок Де-Фриз Надеждинского района Приморского края.
До проведения Саммита АТЭС-2012 полуостров являлся плацдармом для строительства низководной эстакады через Амурский залив, в составе автомобильной магистрали пос. Новый — Де-Фриз — Седанка — о. Русский. В настоящее время автомагистраль проходит вдоль всего полуострова.

## Интересные факты
С семьёй Джеймса Корнелиуса де-Фриза связана романтическая история о том, как утопилась от неразделённой любви старшая дочь, а безутешный отец в память о ней на возвышенности полуострова посадил аллею любви. Эта аллея сохранилась до наших дней.
На полуострове Де-Фриза находилось знаменитое на весь Дальний Восток Новогеоргиевское имение, слывшее в течение почти трех десятков лет многоотраслевым, прибыльным хозяйством. Его создателем был учёный агроном Гольденштедт Карл Георгиевич, которому принадлежало 600 десятин земли полуострова, купленной им у семьи Де-Фриза в 1892 году.
На Де-Фризе нашёл свой последний приют легендарный российский военный лётчик Павел Митт, погибший в Гатчине в 1916 году.
В годы советской власти на полуострове действовал известный на весь Дальний Восток пионерский лагерь «Космос».

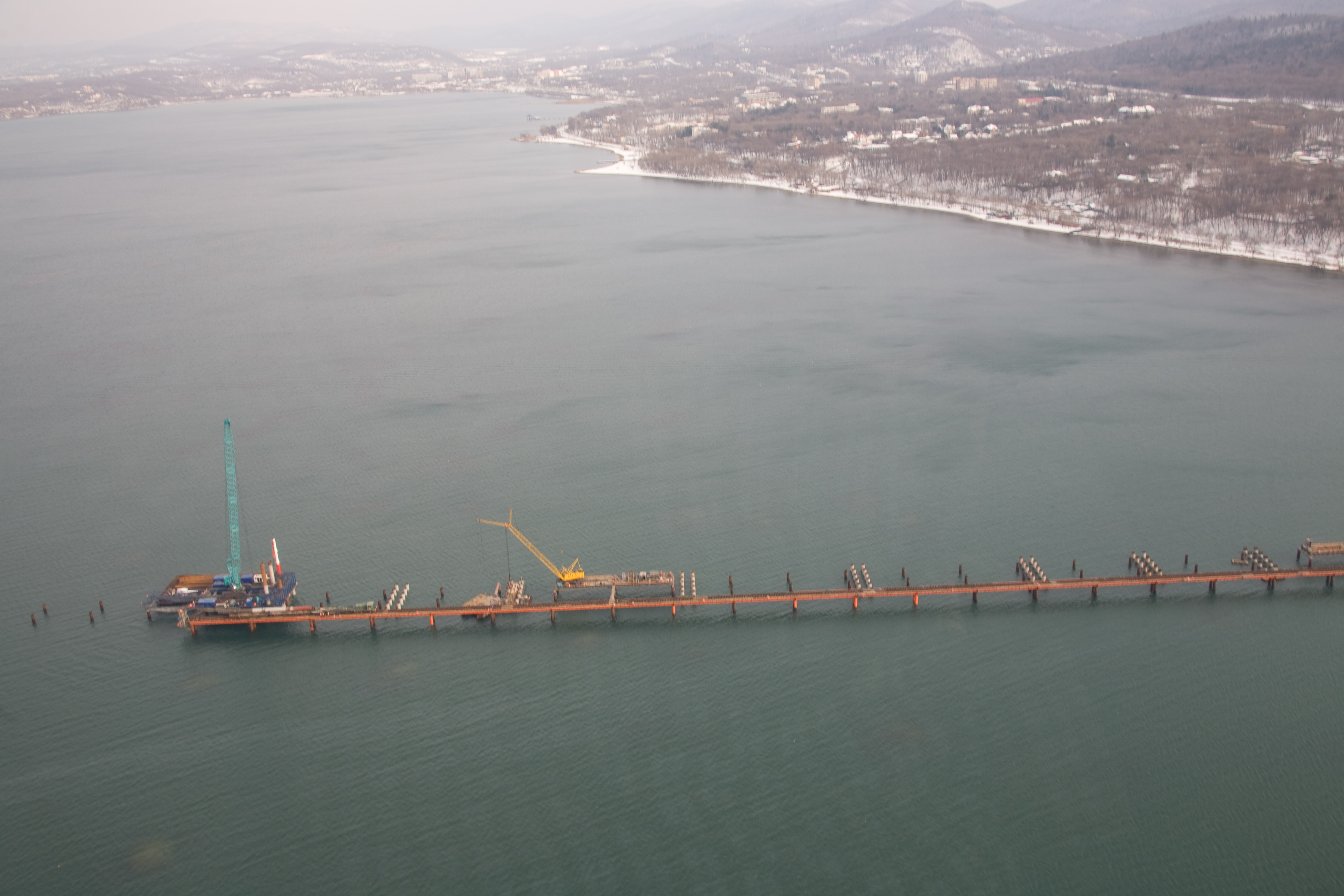
Строительство низководной эстакады на полуостров (2010)
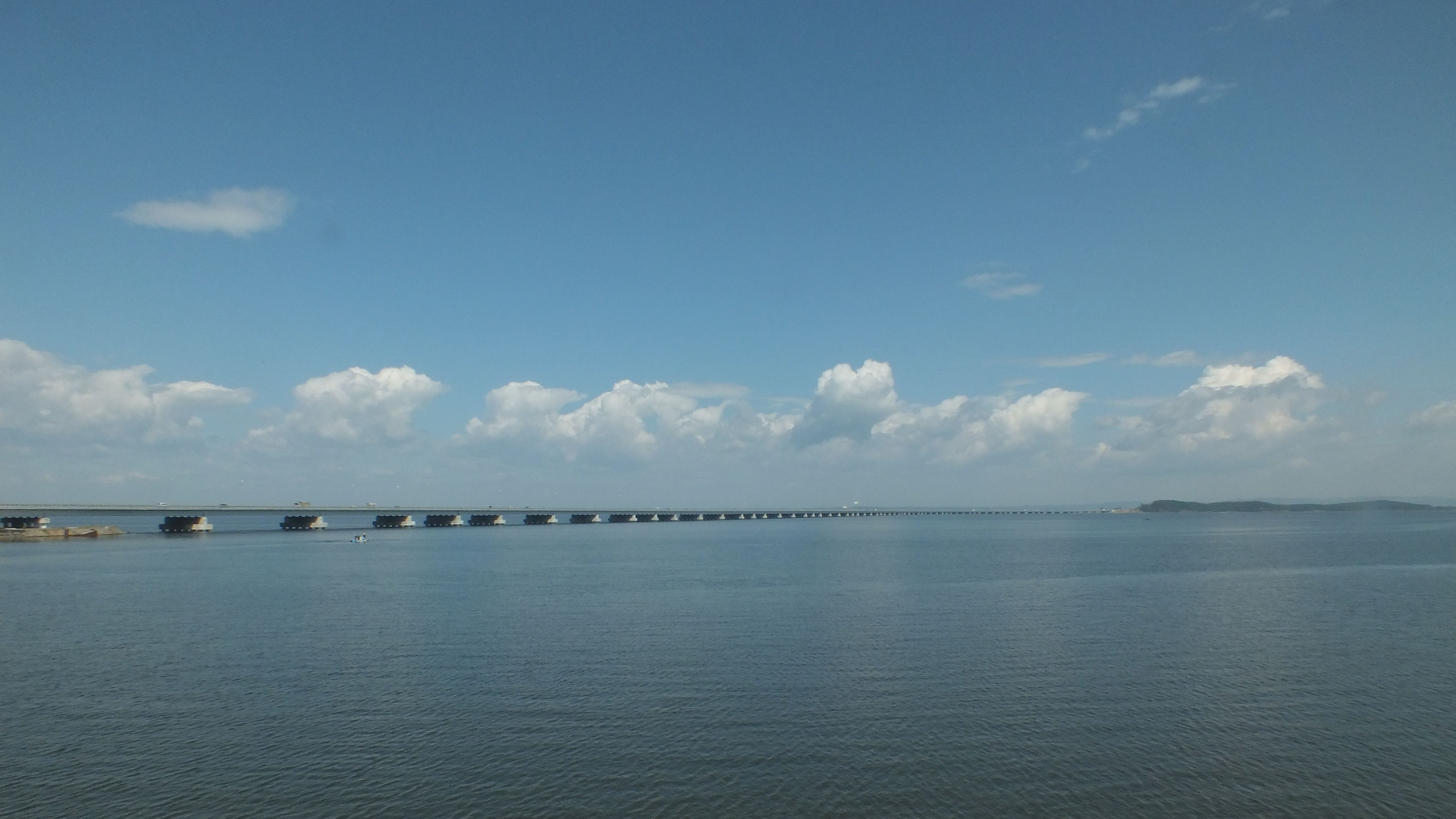
Низководная автомобильная эстакада и газопровод Седанка — Де-Фриз (2013)
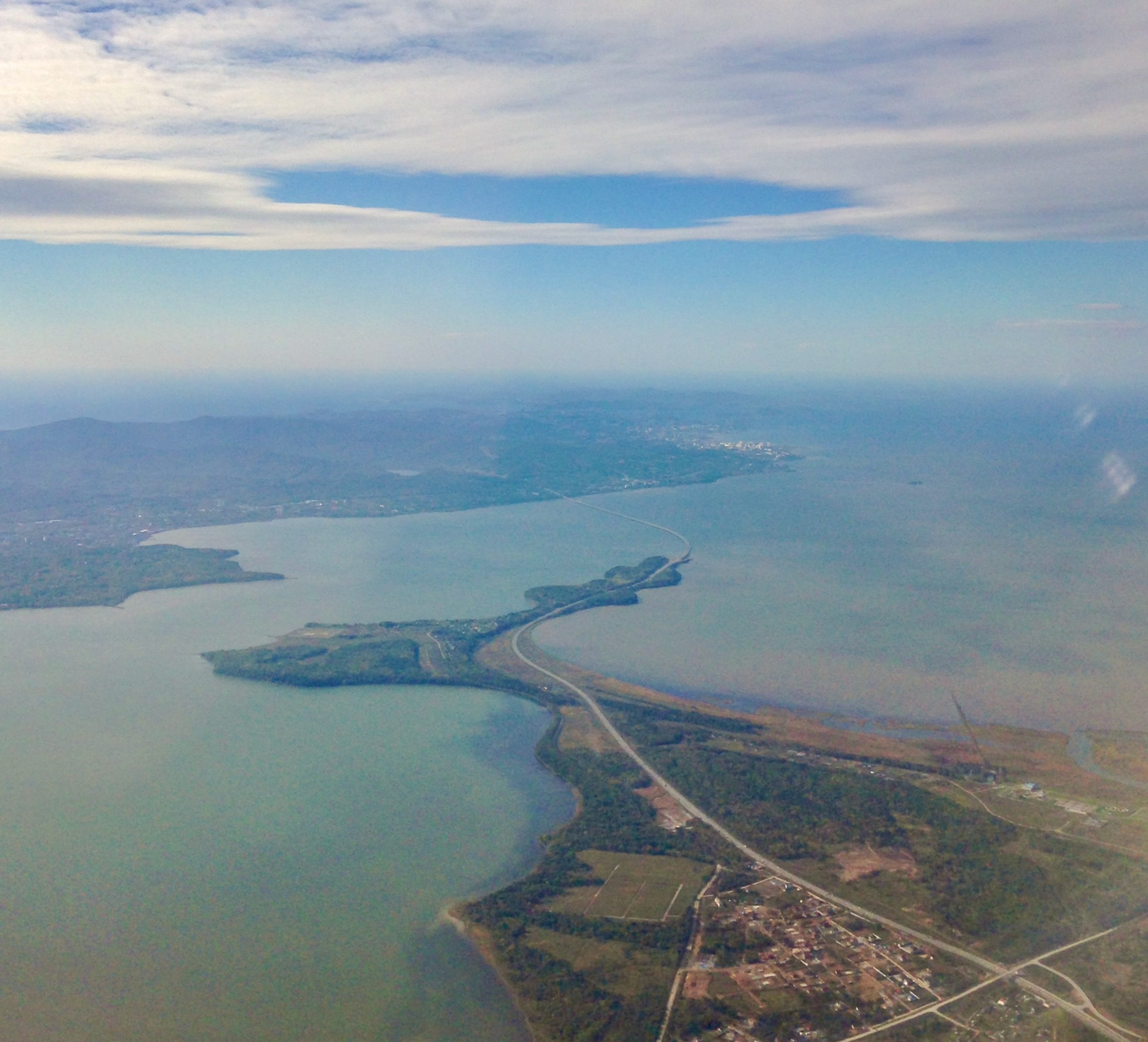
Вид с высоты (2015)